# Griglia (cucina)
La griglia (detta anche gratella o graticola) è un utensile da cucina utilizzato per sostenere degli alimenti a poca distanza da una intensa fonte di calore, generalmente un letto di braci, in modo da consentire la cottura esponendo i cibi all'irraggiamento termico. È costituita da piccole lamine o sbarre (talvolta incrociate) di ferro, acciaio inossidabile o ghisa e può essere rettangolare, quadrata o anche circolare.
Si tratta uno strumento utilizzato nelle grigliate per cucinare soprattutto carne e pesce, ma anche alcuni tipi di vegetali (zucchine, melanzane, peperoni, ecc.) e molluschi.

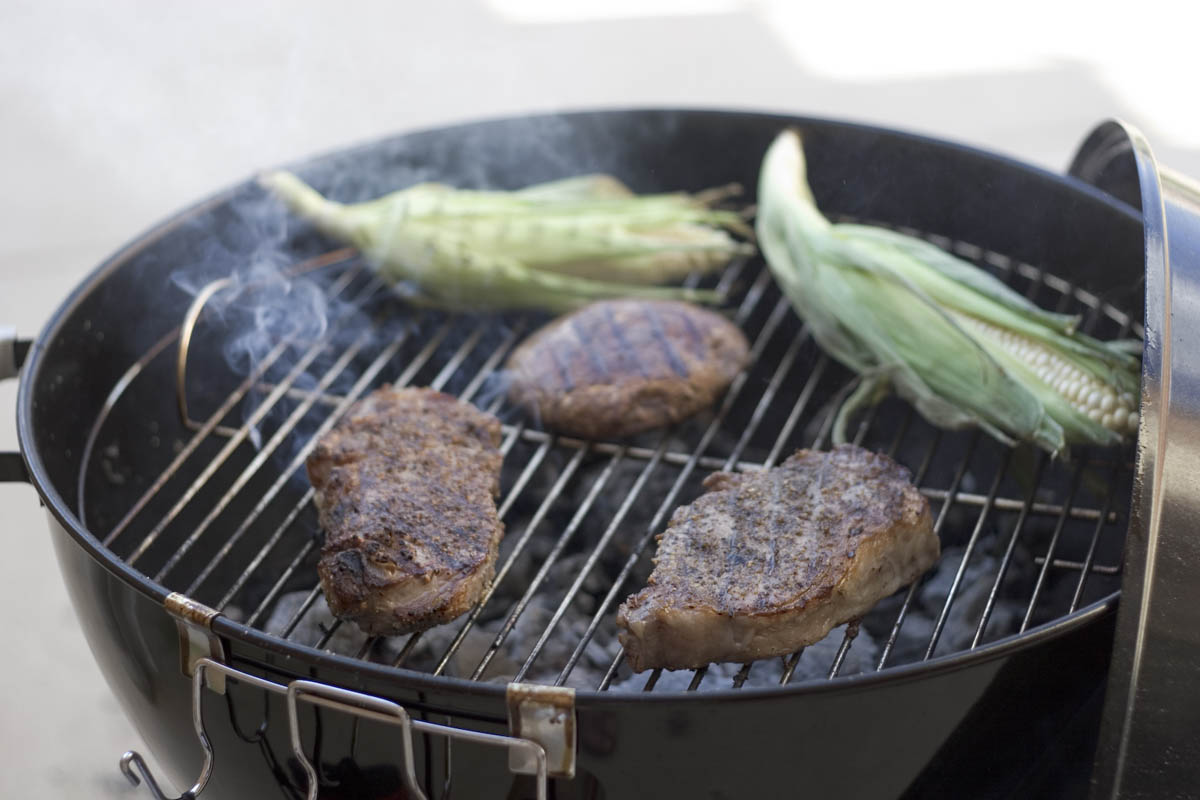
Cibo in cottura su una griglia

## Caratteristiche
Si usa per la cottura al calore della brace, su resistenze elettriche o, meno comunemente, su fiamme a gas; può avere le lamine leggermente incurvate a canaletto per raccogliere il succo della carne e può avere piedini di sostegno. La versione senza supporto va appoggiata su mattoni impilati o sui margini di un barbecue; è spesso fatto a libro, con due facce che racchiudono l'alimento; la praticità consiste nel fatto che è possibile girare l'alimento senza altri strumenti come forchette; la griglia, se girata di frequente, dà luogo a caratteristici segni di cottura ("quadrettature") sugli alimenti che costituiscono un elemento decorativo apprezzato; di solito ha una bacinella sotto per raccogliere succhi o grasso colante ed e vitare che così sporchi o bruci.

## Storia

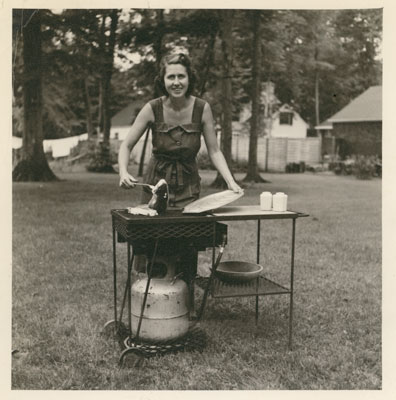
Il LazyMan Model AP, il primo barbecue a gas portatile al mondo. Foto scattata durante l'estate del 1954.

La griglia a tondino di ferro è la più semplice e antica, con uno spessore di 8–10 cm e sollevata dal piano del focolare della stessa misura o più; una versione più moderna funziona a irradiazione di carbone artificiale, attivato dal gas, priva di fumi nocivi e praticamente indistruttibile.
La grigliatura esiste nelle Americhe sin dall'epoca precoloniale. Il popolo Arawak del Sud America arrostiva la carne su una struttura di legno chiamata barbacoa in spagnolo. Per secoli il termine barbacoa si riferiva alla struttura in legno e non all'atto di grigliare, ma col tempo fu modificato in "barbecue". Veniva applicato anche alle tecniche di cottura a fossa ("pit fire") ora frequentemente utilizzate negli Stati Uniti sudorientali. Il barbecue veniva originariamente utilizzato per cuocere lentamente i maiali; tuttavia, diversi modi di preparare il cibo hanno portato a variazioni regionali. Nel corso del tempo, altri cibi furono cucinati in modo simile, con hamburger e hot dog come aggiunte recenti.
Edward G. Kingsford ha inventato la moderna bricchetta di carbone. Kingsford era un parente di Henry Ford che gli assegnò il compito di fondare uno stabilimento di ricambi per auto Ford e una segheria nel Michigan settentrionale, una sfida che Kingsford accettò. La comunità locale crebbe e fu chiamata Kingsford in suo onore. Kingsford notò che le linee di produzione del Modello T della Ford generavano una grande quantità di pezzi di legno che venivano scartati. Suggerì a Ford di creare un impianto di produzione di carbone accanto alla catena di montaggio per lavorare e vendere il carbone sotto il nome Ford presso i concessionari Ford stessi. Diversi anni dopo la morte di Kingsford, l'azienda chimica fu venduta a uomini d'affari locali e ribattezzata Kingsford Chemical Company.
George Stephen creò l'iconico design della griglia emisferica, scherzosamente chiamato "Sputnik" dai vicini di Stephen. Stephen, un saldatore, lavorava per Weber Brothers Metal Works, un'officina di lavorazione dei metalli che si occupava principalmente della saldatura di sfere d'acciaio per realizzare boe. Stephen era stanco del vento che soffiava la cenere sul suo cibo mentre grigliava, così ha preso la metà inferiore di una boa, vi ha saldato tre gambe d'acciaio e ha fabbricato un emisfero meno profondo da utilizzare come coperchio. Portò a casa i risultati e, dopo un certo successo iniziale, fondò la Weber-Stephen Products Company. La società era di proprietà della famiglia fino a quando non ha venduto una quota di maggioranza a BDT Capital Partners nel 2010. Nel 2021 è diventata una società quotata in borsa finché BDT Capital Partners ha acquistato tutte le rimanenti azioni in circolazione nel 2023.
La griglia a gas fu inventata alla fine degli anni '30 da Don McGlaughlin, proprietario della Chicago Combustion Corporation, conosciuta oggi come LazyMan. McGlaughlin ha inventato la prima griglia incorporata dal famoso broiler a gas chiamato BROILBURGER. Queste prime griglie Lazy-Man furono commercializzate come "griglie a gas a carbone a fuoco aperto" (open-fire charcoal-type gas broilers) che presentavano "carboni permanenti", altrimenti noti come roccia lavica. Negli anni '50, la maggior parte delle famiglie non disponeva di un barbecue, quindi il termine "broiler" veniva utilizzato per scopi di marketing presso esercizi commerciali. Il design della griglia a gas a carbone a fuoco aperto fu adattato nella prima griglia a gas portatile nel 1954 dalla Chicago Combustion Corporation come Modello AP. Il design portatile di McGlaughlin è stato il primo a prevedere l'uso di bombole di propano da 20 libbre (circa 9 kg), che in precedenza venivano utilizzate esclusivamente dagli idraulici come fonte di carburante.

## Tipi

### Elettrico

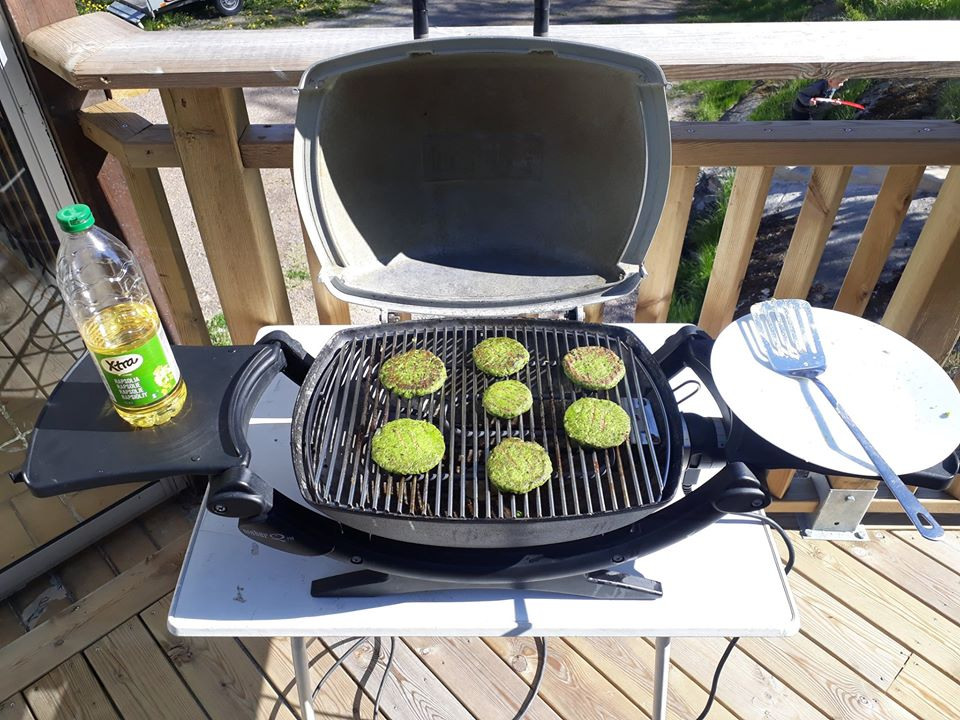
Griglia elettrica

Con una griglia elettrica, il riscaldamento proviene da una resistenza elettrica.

### Gas

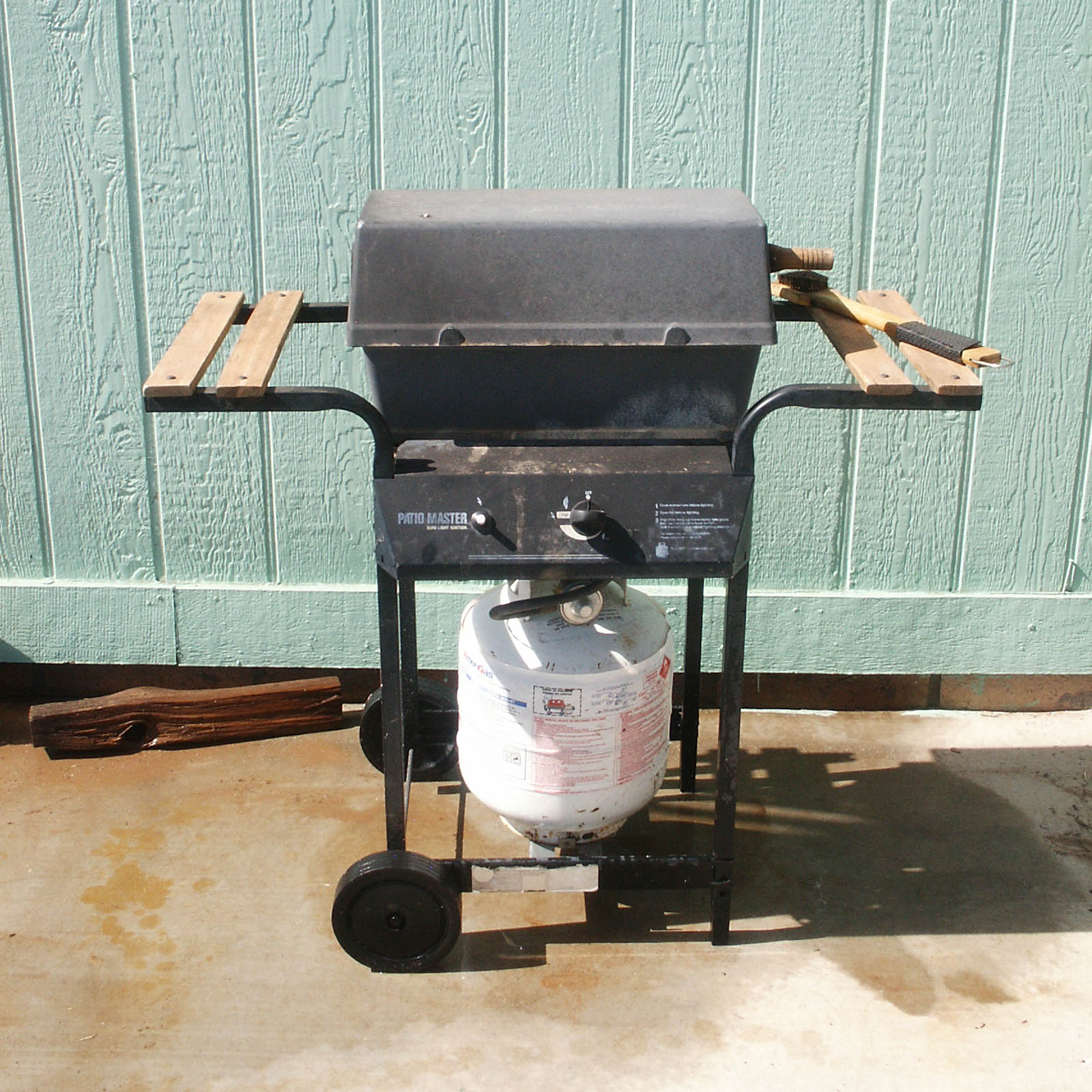
Una griglia a gas propano a bruciatore singolo.

Le griglie alimentate a gas utilizzano tipicamente propano o butano (gas di petrolio liquefatto) o gas naturale come fonte di combustibile, con la fiamma del gas che cuoce direttamente il cibo o riscalda gli elementi della griglia che a loro volta irradiano il calore necessario per cuocere il cibo. Le griglie a gas sono disponibili in dimensioni che vanno dalle piccole griglie per bistecca singola fino alle grandi griglie per ristoranti di dimensioni industriali in grado di cuocere abbastanza carne per sfamare un centinaio o più persone. Secondo la rivista Better Homes and Gardens, "le griglie a gas sono più facili da avviare e generalmente si riscaldano più velocemente delle griglie a carbone".
Alcune griglie a gas possono essere commutate tra l'utilizzo di gas di petrolio liquefatto e gas naturale, sebbene ciò richieda la modifica fisica dei componenti chiave, inclusi bruciatori e valvole di regolazione.
La maggior parte dei barbecue a gas segue il concetto di design del carrello: l'unità della griglia stessa è fissata a un telaio con ruote che sostiene il serbatoio del carburante. Il telaio con ruote può supportare anche tavolini laterali, vani portaoggetti e altri accessori.
Una tendenza moderna nelle griglie a gas è che i produttori aggiungano un bruciatore radiante a infrarossi sul retro della griglia. Questo bruciatore radiante fornisce un calore uniforme attraverso il bruciatore ed è destinato all'uso con un girarrosto orizzontale. Un pezzo di carne (pollo intero, arrosto di manzo, lombo di maiale arrosto) viene posto su uno spiedo di metallo che viene fatto ruotare da un motore elettrico. I tagli di carne più piccoli possono essere grigliati in questo modo utilizzando un cestello rotondo di metallo che si infila sullo spiedo di metallo.
Un altro tipo di griglia a gas che sta guadagnando popolarità è chiamato grill flattop. Secondo la rivista Hearth and Home, le griglie flattop "su cui il cibo cuoce su una superficie simile a una piastra e non è affatto esposto a fiamme libere" è una tendenza emergente nel mercato delle grigliate all'aperto.
Una piccola "scatola affumicatrice" (smoker box) di metallo contenente trucioli di legno può essere utilizzata su una griglia a gas per conferire un sapore affumicato ai cibi grigliati. I puristi del barbecue sostengono che per ottenere un vero sapore affumicato (e un anello di fumo) l'utente deve cuocere lentamente, indirettamente e utilizzando legna o carbone; le griglie a gas sono difficili da mantenere alle basse temperature richieste (~225-250 °F).

### Infrarossi

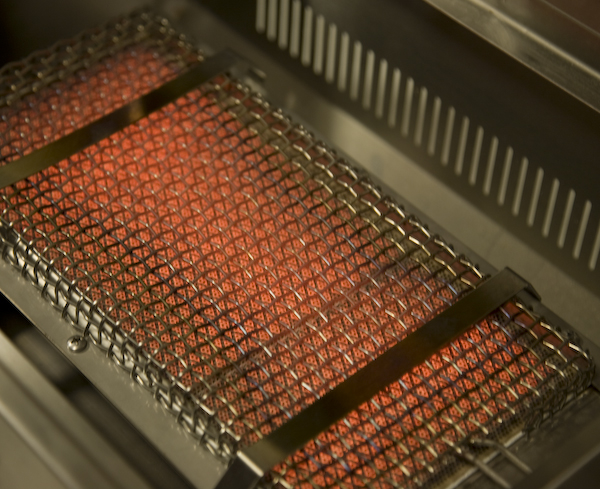
Un bruciatore di una griglia a infrarossi acceso.

Le griglie a infrarossi funzionano accendendo un gas combustibile per riscaldare una piastrella di ceramica, facendola emettere radiazioni infrarosse con cui viene cotto il cibo. La radiazione termica viene generata quando il calore derivante dal movimento delle particelle cariche all'interno degli atomi viene convertito in radiazione elettromagnetica nella gamma di frequenze del calore infrarosso. Le griglie a infrarossi consentono agli utenti di regolare più facilmente la temperatura di cottura rispetto alle griglie a carbone e di solito sono in grado di raggiungere temperature più elevate rispetto alle griglie a gas standard, rendendole popolari per rosolare rapidamente gli oggetti.

### Carbone

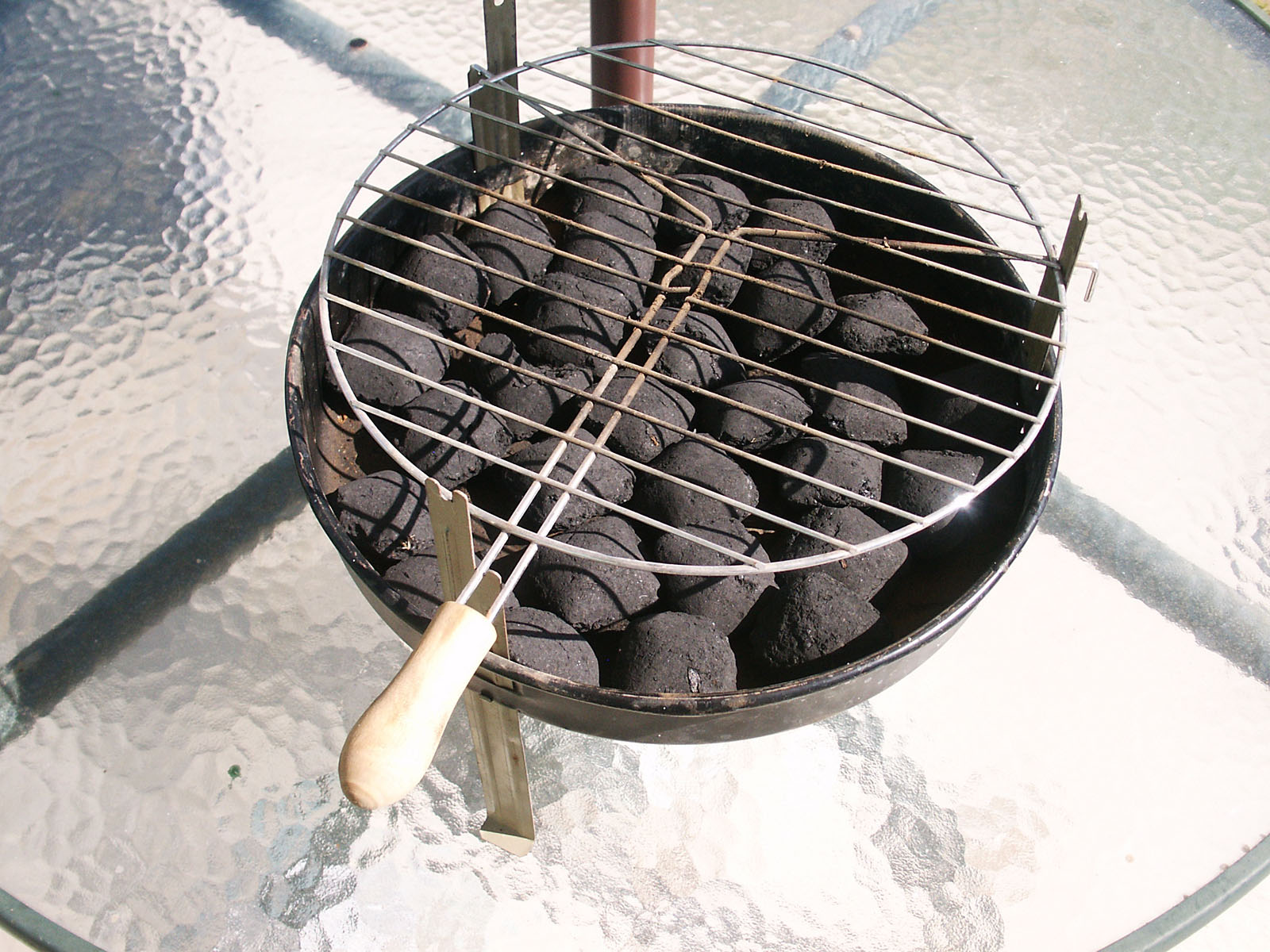
Un braciere caricato con bricchetti di carbone fresco.

Le griglie a carbone utilizzano bricchette di carbone o carbone naturale come fonte di combustibile. Una volta bruciato, il carbone si trasformerà in braci che irradiano il calore necessario per cuocere il cibo.
C'è controversia tra gli appassionati di grigliate su quale tipo di carbone sia il migliore per grigliare. Gli utenti di bricchette di carbone sottolineano l'uniformità di dimensioni, velocità di combustione, creazione di calore e qualità esemplificate dalle bricchette. Gli utenti di carbone in pezzi completamente naturale sottolineano i suoi delicati aromi affumicati, l'elevata produzione di calore e la mancanza di leganti e riempitivi spesso presenti nelle bricchette.
Esistono molte diverse configurazioni di griglia a carbone. Le griglie possono essere quadrate, rotonde o rettangolari, alcune hanno coperchi mentre altre no e possono o meno avere un sistema di ventilazione per il controllo del calore. La maggior parte delle griglie a carbone, tuttavia, rientra nelle seguenti categorie:

#### Braciere
Il più semplice ed economico tra i barbecue a carbonella, il braciere è realizzato in filo e lamiera e composto da una griglia di cottura posta sopra una carbonella. Di solito la griglia è sostenuta da gambe fissate alla carbonella. Il braciere non è dotato di coperchio né di sistema di ventilazione. Il calore viene regolato spostando la griglia di cottura verso l'alto o verso il basso sulla carbonella. Anche dopo che George Stephen inventò la griglia a bollitore all'inizio degli anni '50, la griglia a braciere rimase il tipo di griglia a carbone dominante per diversi anni. Le griglie per bracieri sono disponibili presso la maggior parte dei grandi magazzini discount durante l'estate.

#### Griglia a pellet
La tecnologia del pellet è ampiamente utilizzata nel riscaldamento domestico in alcune parti del Nord America. I legni più teneri, compreso il pino, vengono spesso utilizzati per il riscaldamento domestico. I pellet per il riscaldamento domestico non sono adatti alla cucina e non devono essere utilizzati nelle griglie a pellet.

#### Griglia a carbone quadrata
La griglia a carbone quadrata è un ibrido tra il braciere e la griglia a sfera. Ha una padella poco profonda come il braciere e normalmente un metodo semplice per regolare il calore, se presente. Tuttavia, ha un coperchio come una griglia per bollitore e prese d'aria regolabili di base. La griglia a carbone quadrata ha, come previsto, un prezzo intermedio tra il braciere e la griglia a bollitore, con i modelli più basilari che hanno lo stesso prezzo dei bracieri più costosi e i modelli più costosi che competono con le griglie a bollitore di base. Queste griglie sono disponibili nei negozi discount e hanno ampiamente sostituito la maggior parte dei bracieri più grandi. Le griglie a carbone quadrate hanno quasi esclusivamente quattro gambe con due ruote sul retro in modo che la griglia possa essere inclinata all'indietro utilizzando le maniglie del coperchio per arrotolare la griglia. Gli esempi più costosi hanno cestelli e ripiani montati sulla griglia.

#### Shichirin (hibachi)

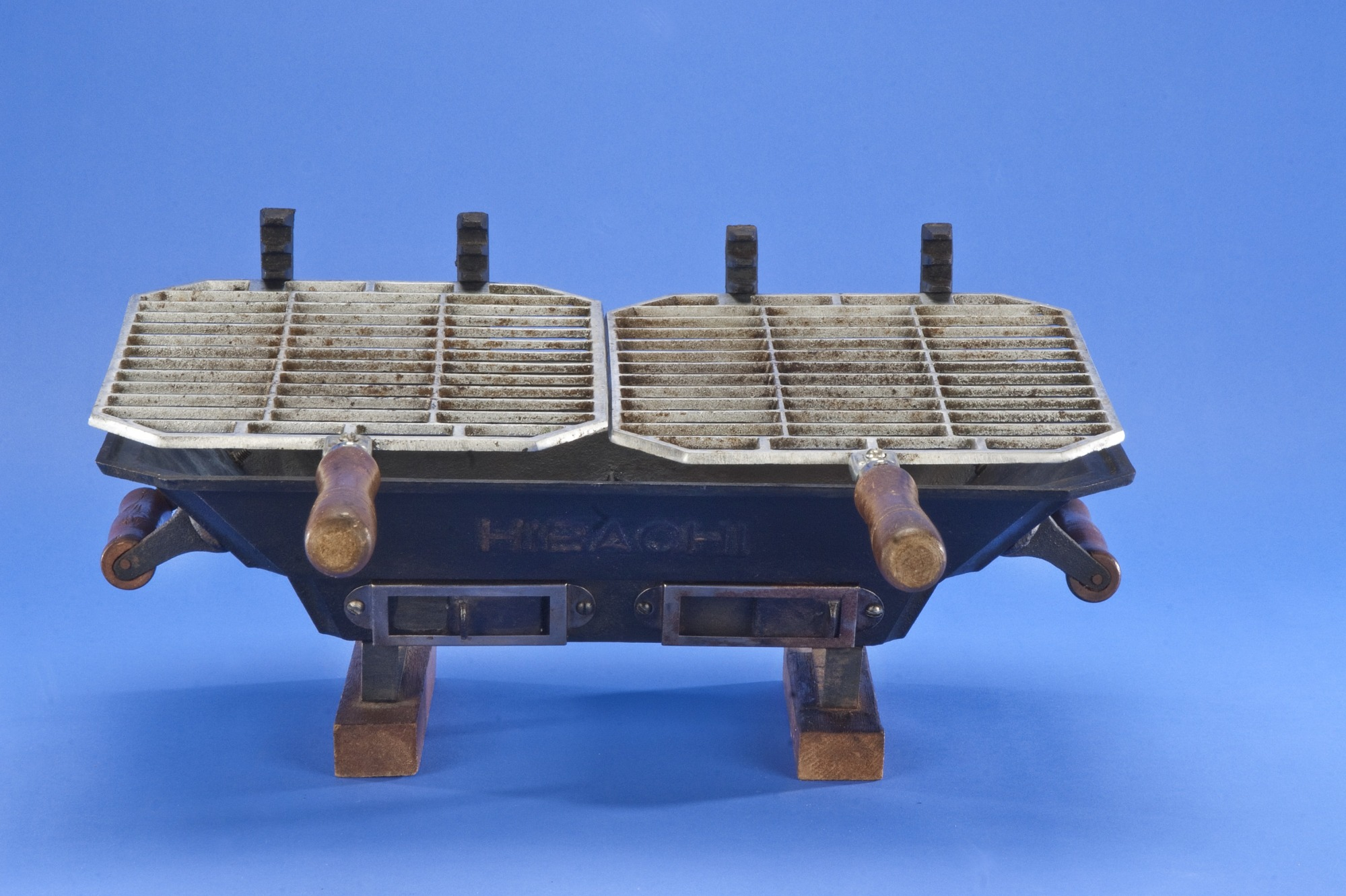
Griglia riscaldata a carbone Hibachi nordamericana in ghisa.

Il tradizionale hibachi giapponese è un dispositivo di riscaldamento e solitamente non viene utilizzato per cucinare. In inglese, tuttavia, "hibachi" si riferisce spesso a piccole griglie di cottura tipicamente realizzate in alluminio o ghisa, quest'ultima generalmente di qualità superiore. A causa delle loro dimensioni ridotte, le griglie hibachi sono popolari come forma di barbecue portatile. Assomigliano ai tradizionali utensili da cucina giapponesi riscaldati a carbone chiamati shichirin.
In alternativa, lo "stile hibachi" è spesso usato negli Stati Uniti come termine per la cucina teppanyaki giapponese, in cui le piastre riscaldate a gas sono integrate in tavoli attorno ai quali molte persone (spesso più gruppi) possono sedersi e mangiare contemporaneamente. Lo chef cucina davanti ai commensali, tipicamente con un tocco teatrale, ad esempio accendendo una pila a forma di vulcano di cerchi di cipolla cruda sul fuoco.
Nella sua forma più comune, l'hibachi è una griglia economica realizzata in lamiera d'acciaio o ghisa e composta da una carbonella e due piccole griglie di cottura indipendenti. Come per il braciere, il calore viene regolato spostando le griglie di cottura su e giù. Inoltre, come la griglia del braciere, l'hibachi non ha un coperchio. Alcuni modelli hibachi dispongono di sistemi di ventilazione per il controllo del calore. L'hibachi è una buona scelta per coloro che non hanno molto spazio per una griglia più grande o per coloro che desiderano portare la propria griglia in viaggio. Il binchōtan è il più adatto come combustibile per lo shichirin.

#### Bollitore

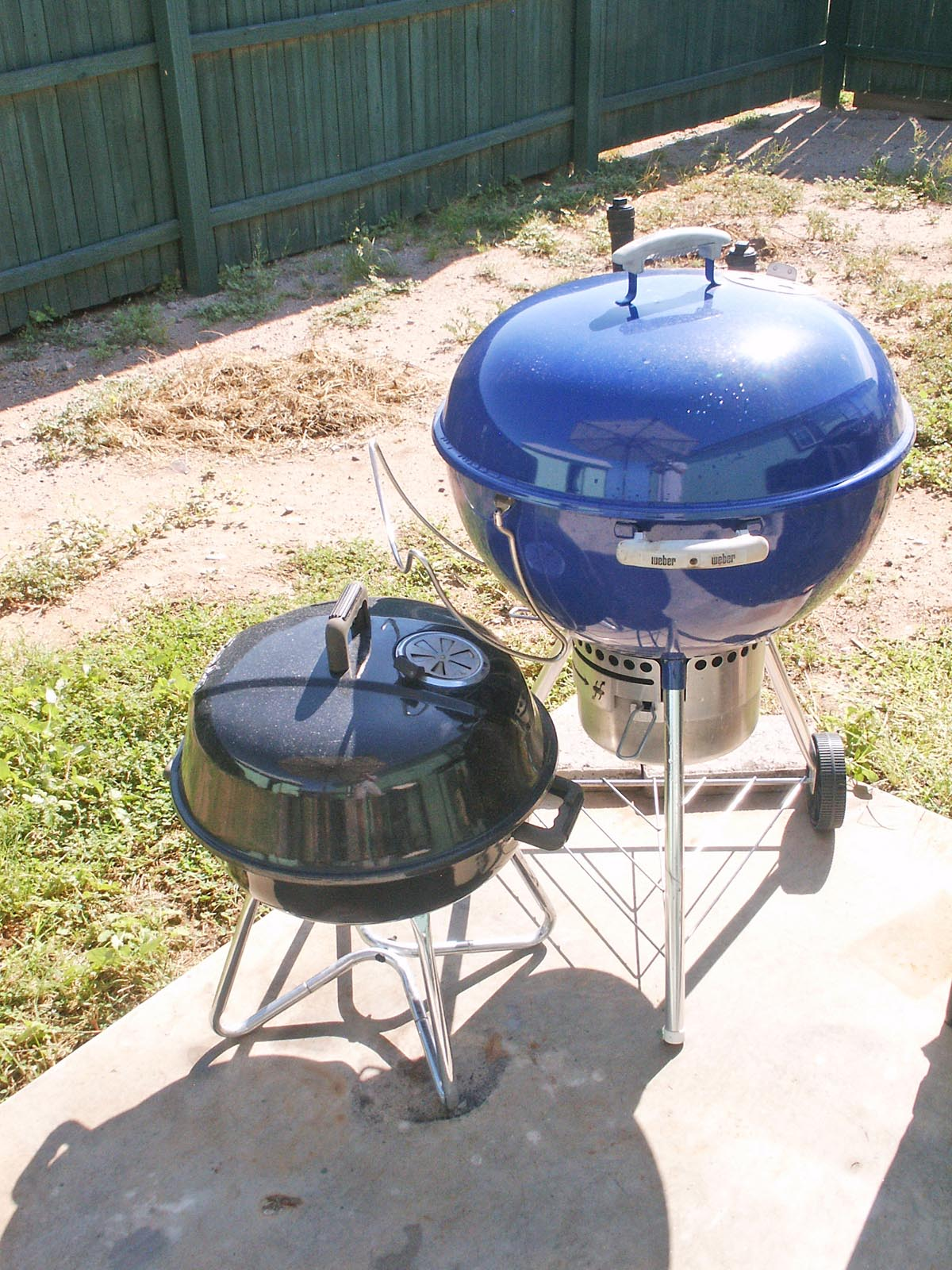
Due griglie a carbone, un piccolo modello da tavolo da 18 pollici (460 mm) e un modello indipendente da 22,5 pollici (570 mm).

La griglia per bollitore Weber originale e spesso copiata fu inventata nel 1952 da George Stephen.

#### Fornello in ceramica
Il design delle cucine in ceramica esiste da circa 3.000 anni. Lo shichirin, una griglia giapponese tradizionalmente realizzata in ceramica, esiste nella sua forma attuale sin dal periodo Edo, tuttavia i design più recenti sono stati influenzati dal mushikamado, un tradizionale apparecchio di cottura giapponese, che ottenne il riconoscimento tra gli americani durante la seconda guerra mondiale. Ora, è più comunemente chiamato kamado. Il termine "Kamado" deriva dalla lingua giapponese e si traduce in "fornello" o "piano cottura". Il piano cottura in ceramica è più versatile del barbecue a sfera poiché la camera in ceramica trattiene il calore e l'umidità in modo più efficiente. Le cucine in ceramica sono ugualmente adatte alla grigliatura, all'affumicatura e al barbecue degli alimenti.

#### Forno tandoor
Un tandoor viene utilizzato per cucinare alcuni tipi di cibo iraniano, indiano e pakistano, come il pollo tandoori e il naan. Nel tandoor, il fuoco di legna viene mantenuto sul fondo del forno e il cibo da cuocere viene messo su lunghi spiedi e infilato nel forno da un'apertura sulla parte superiore in modo che la carne sia sopra i carboni del fuoco. Questo metodo di cottura prevede sia la cottura alla griglia che al forno poiché la carne da cuocere è esposta sia al calore infrarosso diretto che al calore dell'aria nel forno. I forni tandoor funzionano spesso a temperature superiori a 260 °C (500 °F) e cuociono la carne molto rapidamente.

#### Griglia portatile a carbone

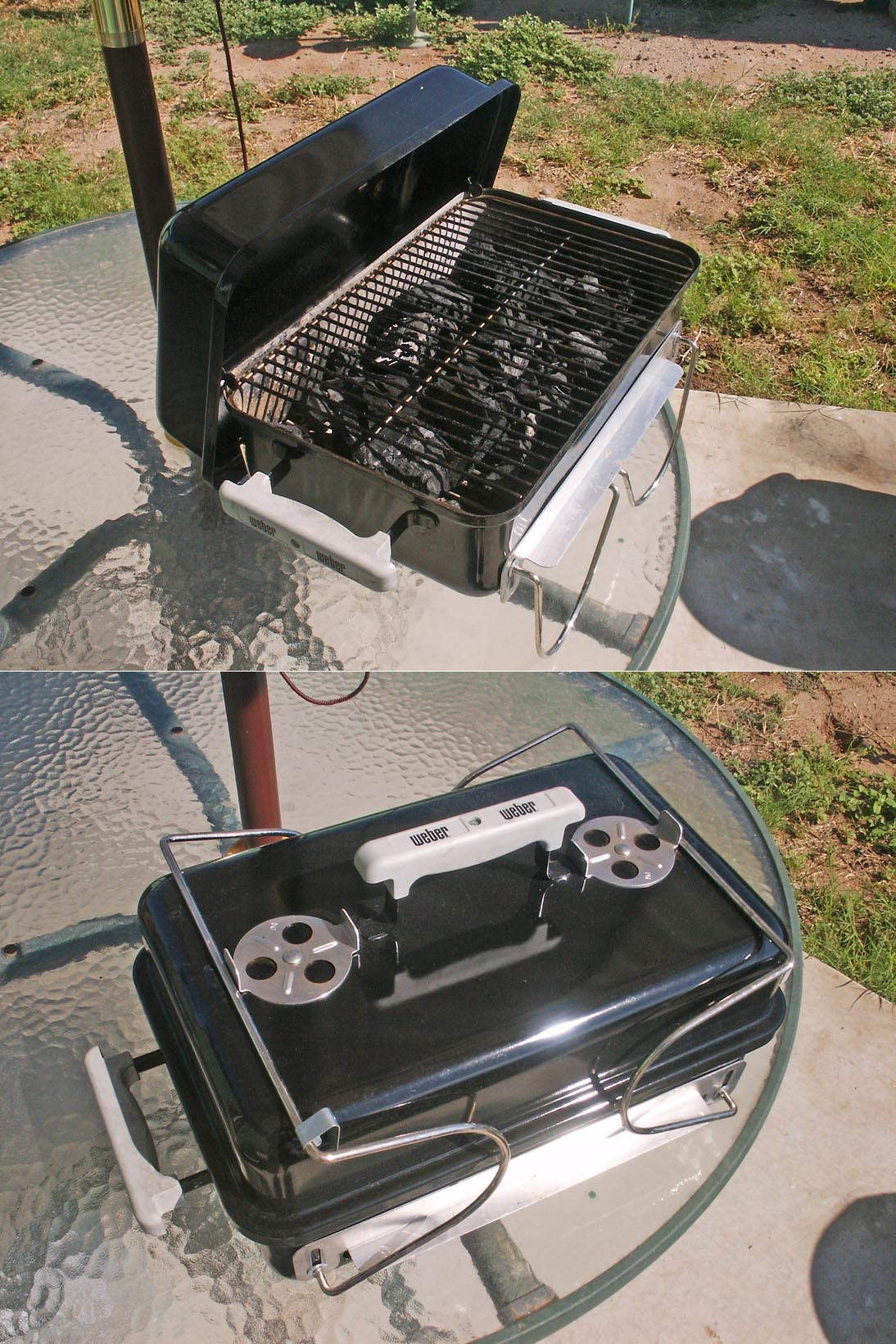
I barbecue a carbone portatili sono piccoli ma comodi per viaggiare, fare picnic e campeggiare. Questo è caricato con carbone di legna. Le gambe si piegano e si bloccano sul coperchio in modo che possa essere trasportato tramite la maniglia del coperchio.

La griglia portatile a carbone rientra normalmente nella categoria dei bracieri o delle griglie a bollitore. Alcuni sono di forma rettangolare. Una griglia a carbone portatile è solitamente piuttosto compatta e presenta caratteristiche che ne facilitano il trasporto. Spesso le gambe si piegano e si bloccano in posizione in modo che la griglia possa essere inserita più facilmente nel bagagliaio di un'auto. La maggior parte delle griglie a carbone portatili sono dotate di ventilazione, gambe e coperchi, anche se alcuni modelli non hanno coperchi (rendendoli, tecnicamente, bracieri). Sono inoltre disponibili griglie progettate senza ventilazione per prevenire la caduta di cenere da utilizzare in luoghi in cui la cenere potrebbe danneggiare le superfici del terreno. Alcune griglie portatili sono progettate per replicare la funzione di una griglia/braciere più grande e tradizionale e possono includere la cottura allo spiedo, nonché una cappa e aree aggiuntive sotto la cappa.

#### Griglie alimentate a gravità
Le griglie a carbone alimentate a gravità hanno una tramoggia riempita con bricchette di carbone; poi viene acceso un fuoco sul fondo della tramoggia. Un ventilatore a controllo digitale viene utilizzato per controllare l'intensità e la temperatura del fuoco. Il calore e il fumo vengono convogliati sotto il cibo per cuocerlo e affumicarlo. Le griglie a carbone alimentate a gravità offrono il controllo e la comodità di una griglia a pellet, utilizzando il carbone come fonte di combustibile.

### Commerciale

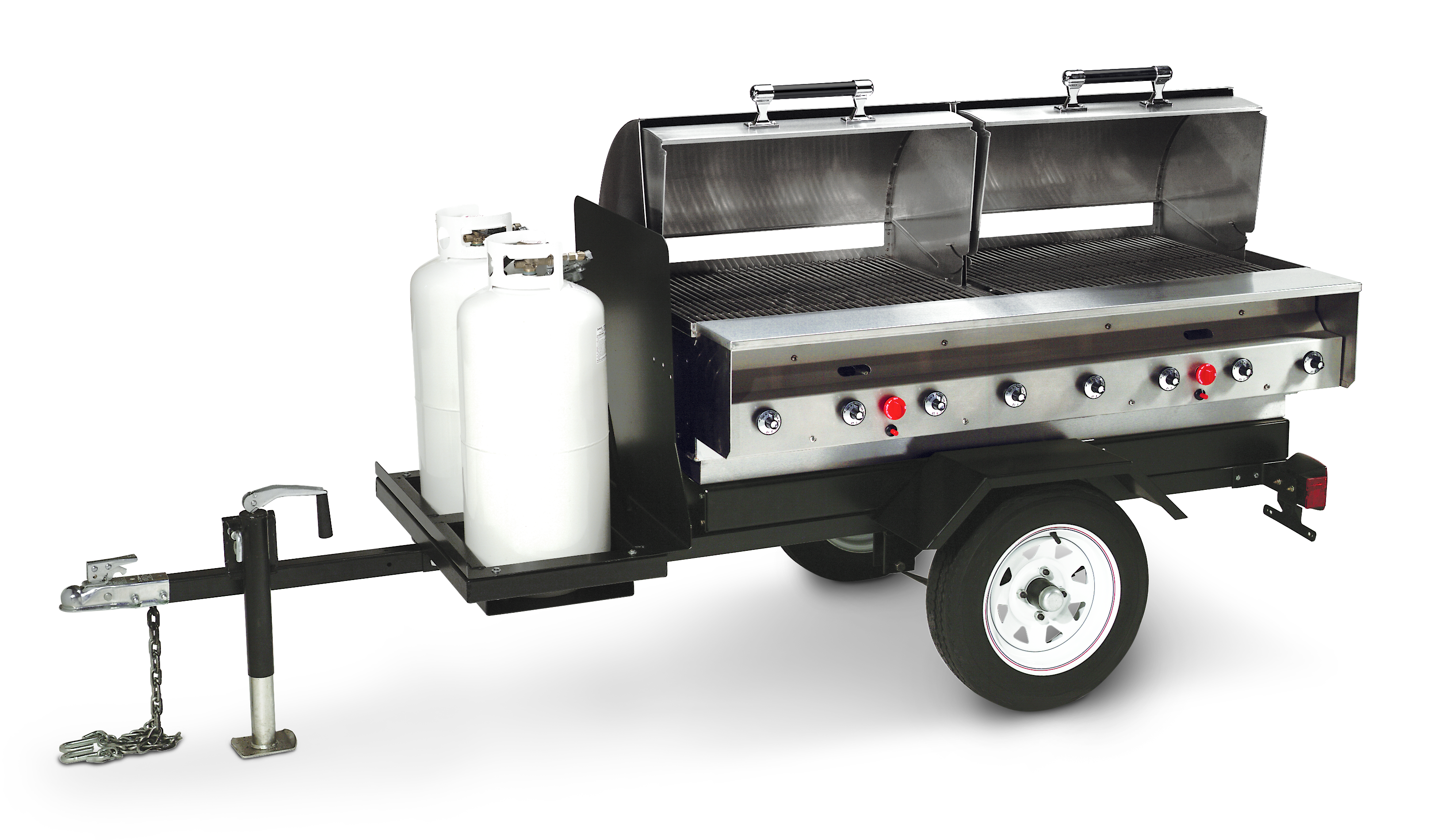
Modello Mobile-SLPX di griglia per barbecue commerciale.

Un barbecue commerciale ha in genere una capacità di cottura maggiore rispetto alle tradizionali griglie domestiche, oltre a essere dotato di una varietà di accessori per una maggiore versatilità. Gli utenti finali dei barbecue commerciali includono operazioni a scopo di lucro come ristoranti, catering, venditori di cibo e operazioni di grigliatura in occasione di fiere alimentari, tornei di golf e altri eventi di beneficenza, nonché cucine da competizione. La categoria si presta all'originalità e molti barbecue commerciali presentano design unici per i rispettivi produttori.
I barbecue commerciali possono essere fissi o trasportabili. Un esempio di griglia fissa è una griglia da incasso, per uso interno o esterno. I materiali da costruzione includono mattoni, malta, cemento, piastrelle e ghisa. La maggior parte dei barbecue commerciali, tuttavia, sono mobili, consentendo all'operatore di portare la griglia ovunque si trovi il lavoro. I barbecue commerciali trasportabili possono essere unità con gambe rimovibili, griglie pieghevoli e griglie montate interamente su rimorchi.
I barbecue commerciali montati su rimorchio spaziano dai piani cottura di base ai barbecue e affumicatori, alle unità di arrostimento specializzate che cucinano maiali interi, pollo, costolette, mais e altre verdure.

## Componenti
Molti componenti del barbecue a gas possono essere sostituiti con parti nuove, aumentando la vita utile del barbecue. Sebbene le griglie a carbone a volte possano richiedere nuove griglie di cottura e griglie a carbone, le griglie a gas sono molto più complesse e richiedono componenti aggiuntivi come bruciatori, valvole e scudi termici.

### Bruciatori
Un bruciatore per griglie a gas è la fonte di calore centrale per la cottura dei cibi. I bruciatori per griglie a gas sono generalmente realizzati in: acciaio inossidabile, acciaio alluminato o ghisa, occasionalmente rivestiti in porcellana.
I bruciatori sono cavi con fori di ingresso del gas e "porte" di uscita. Per ogni ingresso è presente un controllo separato sul pannello di controllo della griglia. Il tipo più comune di bruciatori per griglie a gas è chiamato bruciatore "H" e assomiglia alla lettera maiuscola "H" girata su un lato. Un'altra forma popolare è ovale. Sono disponibili anche i bruciatori "Figure 8", "Papillon" e "Bar". Altre griglie hanno un bruciatore separato per ciascun controllo. Questi bruciatori possono essere definiti bruciatori "Tube" o "Rail". Sono per lo più dritti poiché servono solo per riscaldare una parte della griglia.
Il gas viene miscelato con l'aria in tubi Venturi. I Venturi possono essere fissati in modo permanente al bruciatore o rimovibili. All'altra estremità del Venturi si trova la valvola del gas, collegata alla manopola di controllo sulla parte anteriore della griglia.
Uno schermo metallico copre la presa d'aria fresca di ciascun tubo Venturi per impedire ai ragni di intasare il tubo con i loro nidi.

### Griglia di cottura
Le griglie di cottura sono la superficie su cui viene cotto il cibo in una griglia per barbecue. Solitamente sono costituite da:
- Acciaio inossidabile, solitamente l'opzione più costosa e più duratura, può essere coperto da una garanzia a vita
- Ghisa rivestita in porcellana: l'opzione migliore dopo l'acciaio inossidabile, solitamente spessa e adatta per rosolare la carne
- Acciaio rivestito in porcellana: in genere dura quanto la ghisa rivestita in porcellana, ma non è altrettanto efficace per la rosolatura
- Ghisa: più comunemente utilizzata per le griglie a carbone, la ghisa deve essere rivestita con olio da cucina tra un utilizzo e l'altro per proteggerla dalla ruggine
- Acciaio cromato: solitamente il materiale meno costoso e di più breve durata

Le griglie di cottura utilizzate sui barbecue a gas o a carbone consentiranno al grasso e all'olio di cadere tra le barre della griglia. Ciò può causare una "fiammata" del grasso o dell'olio, le cui fiamme possono annerire o bruciare il cibo sulla griglia. Nel tentativo di contrastare questo problema, alcuni barbecue sono dotati di piastre, deflettori o altri mezzi per deviare i liquidi infiammabili che gocciolano lontano dai bruciatori.

### Griglia di roccia
Le griglie di roccia sono posizionate direttamente sopra il bruciatore e sono progettate per contenere pietra lavica o bricchette di ceramica. Questi materiali hanno un duplice scopo: proteggono il bruciatore dai gocciolamenti che possono accelerarne il deterioramento e disperdono il calore del bruciatore in modo più uniforme su tutta la griglia.

### Scudo termico
Gli scudi termici sono noti anche come scudi per bruciatori, piastre termiche, tende termiche, scudi antiradiazione o angoli termici. Servono allo stesso scopo di una griglia per rocce e di una roccia, proteggendo il bruciatore da sgocciolamenti corrosivi di carne e disperdendo il calore. Sono più comuni nelle griglie più recenti. Gli scudi termici sono più leggeri, più facili da sostituire e ospitano meno batteri rispetto alle rocce.
Come la roccia lavica o le bricchette di ceramica, anche gli scudi termici vaporizzano i succhi di carne e "infondono" nella carne stessa più sapore.

### Valvole
Le valvole possono usurarsi o arrugginirsi e diventare troppo difficili da azionare e richiedere la sostituzione. Una valvola è diversa da un bruciatore, una valvola sostitutiva di solito deve corrispondere esattamente all'originale per potersi adattare correttamente. Di conseguenza, molte griglie vengono smaltite quando le valvole si guastano a causa della mancanza di sostituti disponibili.
Se una valvola sembra muoversi correttamente, ma il gas non arriva al bruciatore, la causa più comune sono i detriti nel tubo Venturi. Questo impedimento può essere eliminato utilizzando un oggetto lungo e flessibile.

### Copertura
Una copertura per barbecue è un prodotto tessile appositamente progettato per essere posizionato sopra una griglia in modo da proteggerla da elementi esterni come sole, vento, pioggia e neve e da contaminanti esterni come polvere, inquinamento ed escrementi di uccelli.
Le coperture per barbecue sono comunemente realizzate con un guscio esterno in vinile e un rivestimento interno resistente al calore, oltre a cinghie regolabili per fissare la copertura in condizioni di vento. La copertura può avere una superficie in poliestere, spesso con rivestimento in poliuretano sulla superficie esterna, con rivestimento in cloruro di polivinile.